# Taylor Mitchell
Taylor Josephine Stephanie Luciow más conocida como Taylor Mitchell (Toronto, Ontario, 27 de agosto de 1990 – Nueva Escocia, Canadá, 28 de octubre de 2009) fue una cantante canadiense de folk. Falleció a los 19 años por las lesiones causadas tras el ataque de dos coyotes.

## Vida privada
Mitchell nació y se crio en Toronto, Ontario, Canadá. Se graduó en la Escuela de las Artes Etobicoke (Etobicoke School of the Arts) con especialización en teatro. Poco antes de su muerte había obtenido su permiso de conducción y su primer vehículo.

## Carrera
Mitchell realizó un álbum independiente titulado For Your Consideration (Para tu consideración) en marzo de 2009. En junio de ese año fue invitada para actuar en el Festival de Música Folk de Winnipeg (Winnipeg Folk Festival) el siguiente mes. Días antes de su muerte, había sido nominada para el Premio Canadiense de Música Folk (Canadian Folk Music Award) al mejor músico joven del año.
Había iniciado la gira Maritimes el 23 de octubre de 2009, participando en Nuevo Brunswick, Nueva Escocia y en la Isla del Príncipe Eduardo. También se programó su actuación en Sydney (Nueva Escocia) para el 28 de octubre, la noche de su muerte.

## Fallecimiento
La tarde del 28 de octubre de 2009 Mitchell sufrió el ataque de dos coyotes ocurrido en Cabo Bretón. Ella se encontraba caminando sola en el parque nacional del Monte de Cabo Bretón cuando fue atacada. El coyote provocó mordiscos profundos en sus piernas y en su cabeza antes de que otros excursionistas cercanos consiguieran alejarlo. Los médicos intentaron salvarle la vida mediante transfusiones de sangre, pero estas no fueron capaces de compensar la pérdida de sangre y Taylor falleció esa misma noche a la edad de 19 años. 
Su caso es el único registrado de ataque fatal de un coyote contra un ser humano adulto, y llevó al gobierno canadiense a incluir al coyote en su lista oficial de animales peligrosos.

## Secuelas
Hubo especulación por parte de expertos en vida silvestre de que Mitchell podría haber iniciado el contacto al intentar alimentar a los coyotes o al perturbar una madriguera con crías. Otras explicaciones propuestas sobre por qué ocurrió el inusual ataque incluyeron que los coyotes podrían haber sido más grandes y audaces de lo normal porque eran cruces con lobos o perros domésticos, estaban rabiosos, hambrientos o protegían una carroña.Ninguna de estas sugerencias se confirmó posteriormente, lo que provocó una reevaluación del riesgo potencial para los humanos por ataques de coyotes. También se pensó, por parte de expertos, que Mitchell pudo haber provocado inadvertidamente un comportamiento depredador al huir, aunque un coyote podría haber estado detrás de ella cuando fue confrontada por los que venían de frente.
Como es práctica habitual cuando un animal permanece suelto tras matar a un ser humano, los guardabosques buscaron al animal atacante en los alrededores, donde se creía que vivían cinco o seis coyotes. La madre de Mitchell emitió un comunicado diciendo que su hija no habría querido que su muerte resultara en la exterminación de los coyotes: “Asumimos un riesgo calculado al pasar tiempo en el entorno de la naturaleza: es el terreno de la vida silvestre”, escribió. “Cuando se tomó la decisión de matar a la manada de coyotes, escuché claramente la voz de Taylor decir: ‘Por favor, no lo hagan, este es su espacio.’ Ella no habría querido su desaparición, especialmente como resultado de su propia muerte”.
No obstante, horas después del incidente, mientras el sendero permanecía cerrado al público, un guardabosques mató a una coyote hembra que actuaba de forma agresiva en la zona del lavadero. Otros tres coyotes que se encontraban dentro de un radio de 1 kilómetro del sendero Skyline fueron capturados con trampas de sujeción en las patas y eliminados antes de que un macho grande, de 42 libras (19 kg), fuera abatido de manera similar a 5 kilómetros de distancia el 14 de noviembre. La investigación científica de los cadáveres determinó que tres de ellos, incluyendo el primero y el último, estaban vinculados al ataque a Mitchell por la presencia de su sangre en sus pelajes y otras pruebas forenses. Se descubrió que el coyote macho grande era tanto el líder dominante fotografiado en el camino de acceso como el que fue hallado de pie sobre Mitchell; las marcas en su pelaje coincidían con las de las fotografías, y su cadáver contenía perdigones del arma del agente de la Real Policía Montada del Canadá que disparó en la escena. Los coyotes muertos que no estaban relacionados directamente con el ataque podrían haber sido miembros de la misma manada. El macho grande y la hembra podrían haber sido una pareja reproductora; ambos estaban emparentados con el otro coyote implicado en el ataque.
A mediados de noviembre de 2009, un coyote se acercó por detrás a una pareja que caminaba en el parque, acercándose tanto que el hombre lo golpeó en la cabeza con un bastón.Los responsables de conservación del parque y los científicos se opusieron a una matanza generalizada, argumentando que los coyotes tienen la capacidad de reproducirse rápidamente, por lo que una matanza probablemente no tendría ningún efecto o incluso el efecto contrario al deseado. Este razonamiento parte del supuesto de que los animales eliminados del acervo genético local mediante una matanza tendrían la misma propensión a temer a los humanos que aquellos coyotes que evitaron ser atrapados y eliminados.En abril de 2010, Nueva Escocia declaró una recompensa de 20 dólares por coyote, aunque esta no se aplicaba dentro del parque.Se pidió a los visitantes que informaran sobre encuentros con coyotes. Diez meses después de la muerte de Mitchell, una adolescente de dieciséis años que acampaba con sus padres en Broad Cove, en Ingonish, fue mordida dos veces en la cabeza por un coyote.Un estudio científico descubrió que, aunque usualmente no se les ve, los coyotes a menudo están cerca de los humanos. Los coyotes individuales que no son condicionados mediante medidas de aversión no letales y no evitan a los humanos son eliminados.
Bad Coyote, un documental centrado en parte en la muerte de Mitchell y en el problema más amplio de la expansión del hábitat del coyote en el este de Canadá, fue estrenado en 2013.
En 2022 se publicó un estudio realizado por Stan Gehrt, ecólogo de vida silvestre de la Universidad Estatal de Ohio, que reveló que los coyotes habían estado alimentándose de alces en lugar de su dieta habitual de animales más pequeños. Se concluyó que la falta de presas pequeñas llevó a los coyotes a acostumbrarse a atacar objetivos grandes, lo que los llevó a ver a la joven como una posible fuente de alimento.